# Fatima Mernissi

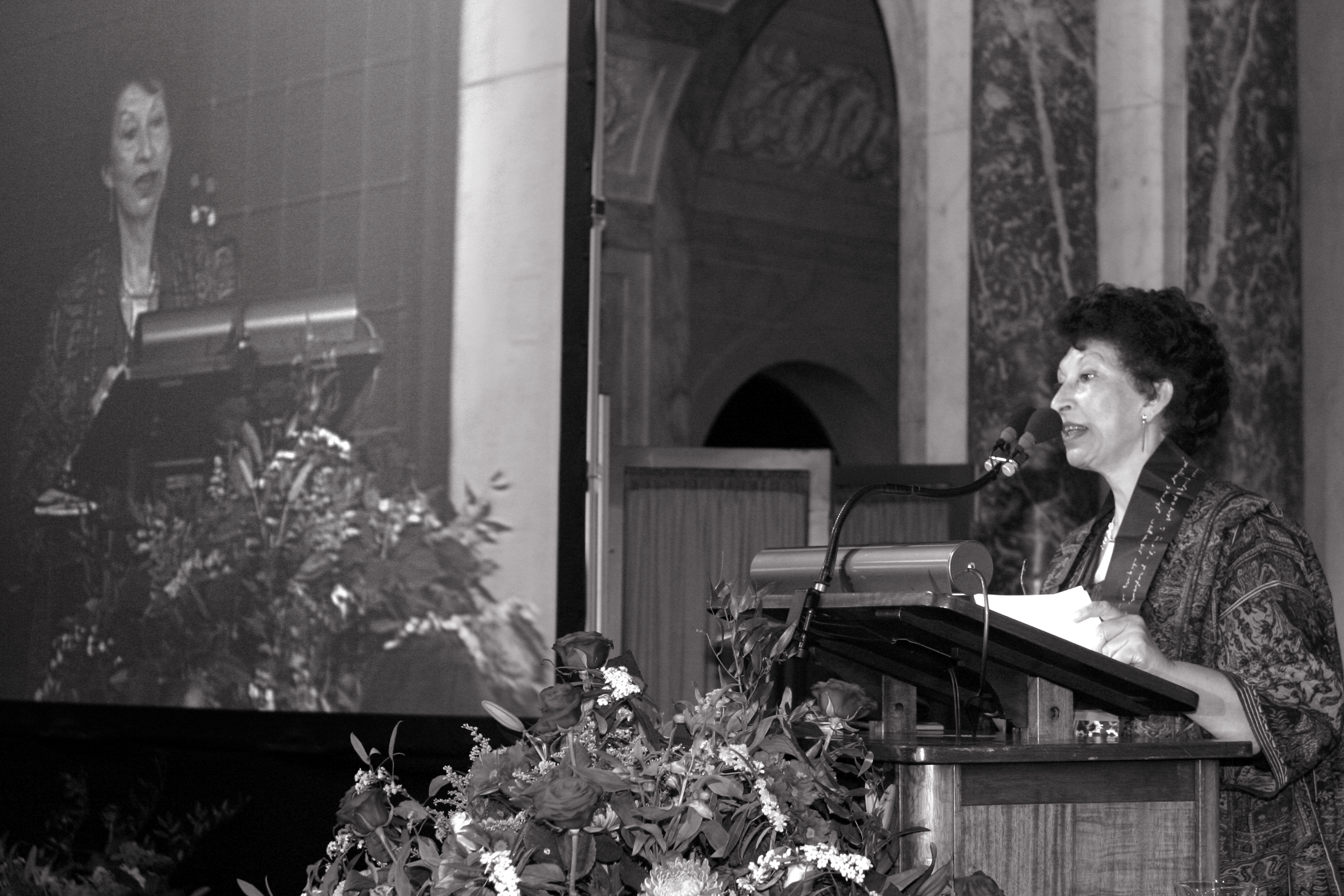
Fatima Mernissi bei der Verleihung für den (Erasmuspreis 2004)

Fatema Mernissi (arabisch فاطمة مرنيسي, DMG Fāṭima Marnīsī, auch Fatima Mernissi; * 1940 in Fès; † 30. November 2015 in Rabat) war eine marokkanische Soziologin und feministische Buchautorin.

## Leben
Mernissi wuchs in einer Mittelklasse-Familie in Fès auf und studierte Politikwissenschaft und Soziologie an der Sorbonne in Paris, danach promovierte sie an der Brandeis University, USA. Seit den 1980er Jahren lehrte sie Soziologie an der Mohammed-V.-Universität in Rabat. Um sich frei ausdrücken zu können, schrieb Mernissi hauptsächlich auf Französisch und Englisch und wollte auch nicht mehr in Marokko publizieren.
Im Jahr 2003 wurde Mernissi zusammen mit Susan Sontag mit dem renommierten Prinz-von-Asturien-Preis ausgezeichnet
und 2004 wurde sie mit dem Erasmuspreis der niederländischen Stiftung Praemium Erasmianum geehrt.
Der ägyptische Literaturnobelpreisträger Nagib Mahfuz bezeichnete sie als „die einflussreichste Intellektuelle der arabischen Welt“. – Da sie auf Englisch oder Französisch veröffentlichte, wurden ihre Werke in zahlreichen Sprachen übersetzt, darunter auch ins Arabische und üben so einen bleibenden Einfluss auf die arabische Diskussion über Feminismus und westliche Vorstellungen über islamische Gesellschaften aus. – So stiftete im Jahr 2017 die Middle East Studies Association einen Fatema Mernissi Book Award, um herausragende Studien über Gender, Sexualität oder Lebenswelten muslimischer Frauen zu prämieren.

## Werk

### Geschlecht, Ideologie, Islam
Mernissi war die Autorin zahlreicher Bücher; ihr Arbeitsgebiet war die Rolle der Frau im Islam. In ihrer soziologischen Arbeit Geschlecht, Ideologie, Islam beschreibt sie den Einfluss des Islams auf die Stellung der Frau in der arabischen Welt:
Im Vergleich zum Umgang mit Sexualität im Westen (den sie am Beispiel von Sigmund Freud darstellt) habe der Islam einen ganz anderen Weg eingeschlagen: „Er bekämpft nicht die Sexualität, sondern die Frau.“ (S. 29) Kern des Geschlechterverhältnisses im Islam sei die „Angst vor der Selbstbestimmung der Frau“ (S. 43). Die Botschaft des Islams gehe davon aus, dass die „Menschheit nur aus Männern besteht“, was man unter anderem an seinen Sexualvorschriften erkennen könne (S. 31).

### Der politische Harem
In ihrem Werk Der politische Harem – Mohammed und die Frauen untersuchte Mernissi einschlägige Koranstellen und Hadithe, die sich mit der Stellung der Frau im frühen Islam zur Zeit von Mohammed beschäftigen. Ihr Ergebnis: Es gibt klare Anzeichen dafür, dass Mohammeds Frauen am öffentlichen Leben teilnahmen und für ihre Rechte eintraten.

### Der Harem in uns
In ihrem autobiographischen Werk Der Harem in uns – die Furcht vor dem anderen und die Sehnsucht der Frauen erzählt Mernissi von ihrer glücklichen Kindheit. Sie beschreibt, was es bedeutet, in einem Harem aufzuwachsen: ein Leben hinter hohen Mauern, ausgeschlossen vom öffentlichen Leben, ohne Privatsphäre. Sie vergleicht damit das relativ freie Leben im Harem ihrer Großmutter auf dem Land und stellt somit zwei unterschiedliche Lebenswelten von Musliminnen in Marokko um 1945 vor.

## Veröffentlichungen
- 1975: Beyond the Veil: Male-Female Dynamics in Modern Muslim Society.
  - deutsch: Geschlecht, Ideologie, Islam. Aus dem Französischen von Marie Luise Knott und Brunhilde Wehninger. Frauenbuchverlag, München 1987, ISBN 3-88897-121-7.
- 1983: Le Maroc raconté par ses femmes.
  - deutsch: Der Harem ist nicht die Welt. 11 Berichte aus dem Leben marokkanischer Frauen. Luchterhand Verlag, Frankfurt am Main 1988, ISBN 3-630-61789-1.
- 1984: L’amour dans les pays musulmans.
- 1985: Femmes du Gharb.
- 1987: Le harem politique – Le Prophète et les femmes.
  - deutsch: Der politische Harem – Mohammed und die Frauen. Aus dem Französischen von Veronika Kabis-Alamba. Herder, Freiburg im Breisgau, Basel, Wien 1992, ISBN 3-451-04104-9.
  - englisch 1991: The Veil and the Male Elite. A Feminist Interpretation of Women’s Rights in Islam.
- 1988: Shahrazad n’est pas marocaine.
- 1990: Sultanes oubliées – Femmes chefs d’Etat en Islam.
  - deutsch 1991: Die Sultanin. Die Macht der Frauen in der Welt des Islam.
  - neuer Titel: Herrscherinnen unter dem Islam – Die verdrängte Macht der Frauen im Islam. Aus dem Französischen von Edgar Peinelt. Herder, Freiburg im Breisgau, Basel, Wien 2004, ISBN 3-451-05478-7.
  - englisch 1993: Forgotten Queens of Islam.
- 1992: La Peur-Modernité.
- 1993: Women’s Rebellion and Islamic Memory.
- 1994: The Harem Within. (Neuer Titel: Dreams of Trespass – Tales of a Harem Girlhood.)
  - deutsch Der Harem in uns – die Furcht vor dem anderen und die Sehnsucht der Frauen. Mit 22 Schwarzweißfotos von Ruth V. Ward. Aus dem Englischen von Michaela Link. Herder, Freiburg im Breisgau, Basel, Wien 1995, ISBN 3-451-04430-7.
- 1997: Les Aït-Débrouille
- 1998: Etes-vous vacciné contre le Harem?
- 2001: Scheherazade Goes West – Western Fantasies, Eastern Realities
  - deutsch Harem: Westliche Phantasien – östliche Wirklichkeit. Aus dem Englischen von Kate Reiner. Herder, Freiburg im Breisgau, Basel, Wien 2005, ISBN 3-451-05588-0.